# Tedeschi americani
Tedeschi americani (tedesco: Deutschamerikaner; inglese: German Americans) è il termine usato per indicare gli americani di ascendenza tedesca. Con una popolazione di più di 44 milioni di individui, essi rappresentano il più grande gruppo etnico degli Stati Uniti, pari a circa un terzo della diaspora tedesca nel mondo.

## Storia
Nessuno degli Stati germanici aveva colonie americane. Negli anni settanta del XVII secolo, comunque, flussi sempre più significativi di immigrati tedeschi raggiunsero le colonie britanniche, stabilendosi prevalentemente a New York e in Pennsylvania. L'immigrazione continuò in modo sostenuto durante i secoli successivi, tanto che nel XIX secolo si stima l'arrivo di circa 8 milioni di persone dalla Germania, attratte soprattutto dalla disponibilità di terra e dalla libertà religiosa e politica.
La stragrande maggioranza dei cittadini di origine tedesca ha subito un marcato processo di americanizzazione, tale da renderli pressoché indistinguibili dal resto della popolazione: meno del 5% parla tedesco. Tuttavia, il contributo di questa comunità alla formazione della cultura statunitense è stato notevole: i tedeschi americani fondarono i primi kindergarten, introdussero la tradizione dell'albero di Natale e alcuni tra i più popolari cibi americani, come gli hamburger e gli hot dog.
Celebrazioni e festività tedesco-americane si tengono in tutti gli Stati Uniti: una delle più famose è la German-American Steuben Parade, a New York, in programma il terzo sabato di settembre. Diffuse sono anche le Oktoberfest e il German-American Day.